# Sitaris mellicolor
Sitaris mellicolor là một loài bọ cánh cứng trong họ Meloidae. Loài này được Biggs miêu tả khoa học năm 1945.